# Kastell Wagbach

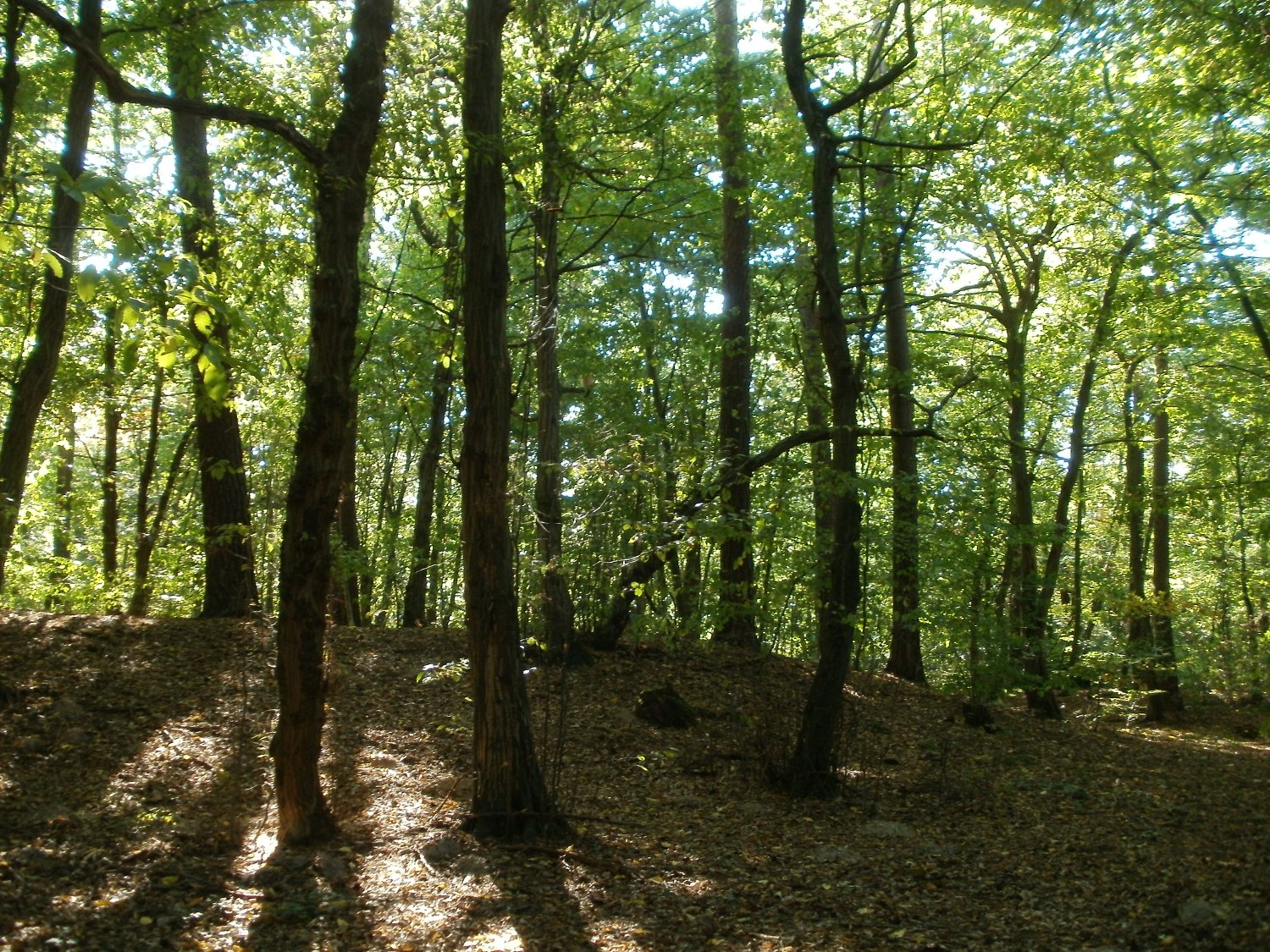
Wallreste vom Kastell Wagbach

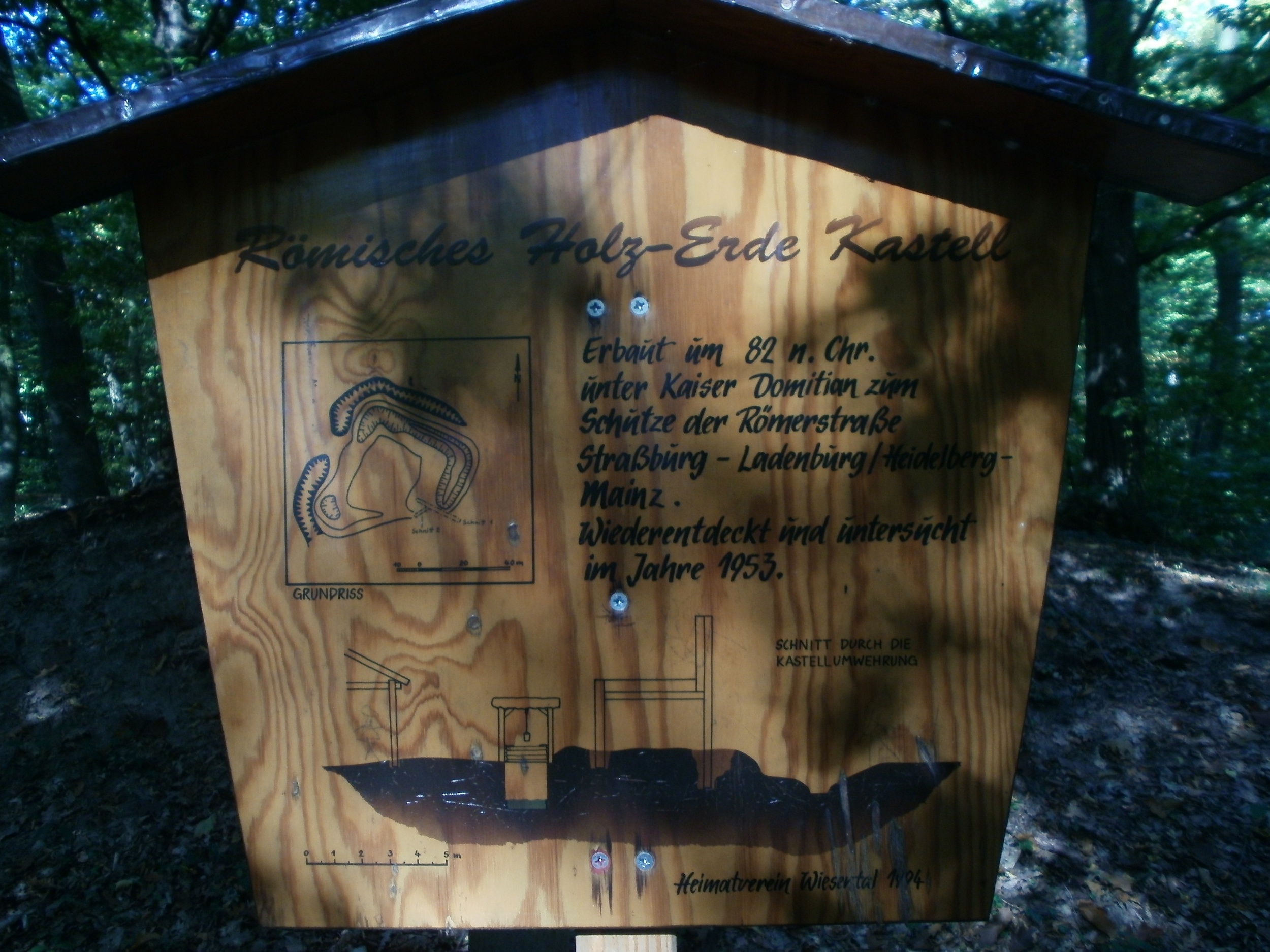
Informationstafel

Das Kastell Wagbach, auch Wagbachkastell, war ein römisches Straßenkastell beim Ortsteil Wiesental der Gemeinde Waghäusel bei Bruchsal in Baden-Württemberg (Deutschland).

## Lage
In der römischen Kaiserzeit befand es sich im Hinterland des Obergermanischen Limes an der Fernstraße von Heidelberg nach Straßburg (Römische Rheintalstraße) an der Niederung des Wagbachs und schützte im 1. und 2. Jahrhundert n. Chr. den Zugang der Straßentrasse über dieses Gewässer. Aufgrund seiner Lage und Größe gehört es in die Gruppe der rückwärtigen Kleinkastelle.

## Forschungsgeschichte
Die obertägig noch teilweise sichtbare rechteckige Wallanlage war lange Zeit irrtümlich als neuzeitliche Schanze interpretiert worden. Im Jahre 1953 wurde die Anlage im Rahmen von Straßenbauarbeiten untersucht und als römisches Militärlager erkannt.

## Baugeschichte
Das Wagbachkastell misst 46,25 bzw. 52,60 Meter Außenlänge an der Nord- und Südseite, sowie 12,80 bzw. 25,95 Meter entlang West- und Ostseite. Es umgibt demnach eine Fläche von 0,1 Hektar. Umschlossen war die Anlage durch ein Graben-Wall-System von 9,50 Meter Breite. Auch wurden bei den Ausgrabungen von 1953 Spuren einer Innenbebauung in Fachwerktechnik angetroffen, die durch Brand niedergelegt worden waren.
Aufgrund seiner rückwärtigen Lage und der Schutzfunktion mit einer Bachüberquerung weist das Wagbachkastell Parallelen zu dem  Kleinkastell Allmendfeld auf.

## Datierung
Funde von südgallischer Terra Sigillata und Ziegelstempel der Legio I Adiutrix, die in Mogontiacum (Mainz) stationiert war, datieren die Gründung des Wagbachkastells in die Zeit Domitians. Hinweise auf die Belegungsdauer des Kleinkastells gibt der Fund einer Münze mit dem Konterfei des Kaisers Trajan. Demnach kann das Kastell noch zu Beginn des 2. Jahrhunderts n. Chr. bestanden haben und wurde vermutlich im Zuge der trajanischen Truppenverlegung aufgelassen. Es folgte eine zivile Umnutzung, die über Funde bis ins 3. Jahrhundert n. Chr. belegt ist.

## Lagerdorf
Etwa 180 Meter westlich des Wagbachkastells lag beidseitig der römischen Fernstraße ein ziviles Lagerdorf (vicus), das zwischen 1984 und 2000 wiederholt archäologisch untersucht werden konnte. Unter anderem wurden hierbei ein Töpferofen und mehrere Brunnen entdeckt. Dendrochronologische Untersuchungen des Brunnenholzes ergaben die Daten 78 und 169 ± 10 n. Chr. Im erforschten Töpferöfen waren Ziegel verbaut, die Stempelmarken der Legio I Adiutrix, der Legio XIV Gemina Martia Victrix und der Legio VIII Augusta trugen.

## Denkmalschutz, Befundsicherung und Fundverbleib
Das Straßenkastell Wiesental und die erwähnten Bodendenkmale sind geschützt als Kulturdenkmale nach dem Denkmalschutzgesetz des Landes Baden-Württemberg. Nachforschungen und gezieltes Sammeln von Funden sind genehmigungspflichtig, Zufallsfunde an die Denkmalbehörden zu melden.
Fundstücke des Römerkastells sowie ein 1991 von Mitgliedern des Heimatvereins im Maßstab 1:100 nachgebautes und mit Zinnfiguren ausgestattetes Modell sind im Museum im „Alten Rathaus“ von Wiesental, Kirchstraße 6, zu besichtigen.